# Xu Huaiwen
Huaiwen Xu –en chino, 徐怀雯, Xu Huaiwen– (Guiyang, China, 2 de agosto de 1975) es una deportista alemana que compitió en bádminton, en la modalidad individual.
Ganó dos medallas de bronce en el Campeonato Mundial de Bádminton, en los años 2005 y 2006, y dos medallas de oro en el Campeonato Europeo de Bádminton, en los años 2006 y 2008.
Participó en dos Juegos Olímpicos de Verano, en los años 2004 y 2008, ocupando el quinto lugar en Pekín 2008, en la prueba individual.

## Palmarés internacional
| Campeonato Mundial | Campeonato Mundial       | Campeonato Mundial | Campeonato Mundial |
| Año                | Lugar                    | Medalla            | Prueba             |
| ------------------ | ------------------------ | ------------------ | ------------------ |
| 2005               | Anaheim (Estados Unidos) | Medalla de bronce  | Individual         |
| 2006               | Madrid (España)          | Medalla de bronce  | Individual         |
| Campeonato Europeo |                          |                    |                    |
| Año                | Lugar                    | Medalla            | Prueba             |
| 2006               | Den Bosch (Países Bajos) | Medalla de oro     | Individual         |
| 2008               | Herning (Dinamarca)      | Medalla de oro     | Individual         |